# Elisa Godínez Gómez de Batista
Elisa Godínez Gómez de Batista (de soltera Elisa Godínez Gómez; Departamento de La Habana, 2 de diciembre de 1904-West Palm Beach, 19 de junio de 1993) fue la primera dama de Cuba de 1940 a 1944 como la primera esposa del entonces presidente (más tarde dictador) Fulgencio Batista.

## Biografía
Nació en una pequeña granja en el pueblo de Vereda Nueva en la antigua provincia de La Habana, como una de los nueve hijos de Salustiano Godínez y Córdoba y Concepción Gómez y Acosta.
Se casó con Fulgencio Batista, quien compartía su origen humilde, en 1926. Tuvieron un hijo, Fulgencio Rubén (Papo), y dos hijas, Mirta Caridad y Elisa Aleida. Se divorciaron en 1945.
Se casó con su segundo marido, Máximo Rodríguez, exmiembro del Congreso cubano, y emigraron a los Estados Unidos en 1959, estableciéndose en Miami, Florida. Rodríguez murió en 1962, y Godínez residió en Miami hasta su muerte allí el 19 de junio de 1993, a los 88 años. Su hijo Fulgencio Rubén había sido electo como representante a la Cámara de Representantes de Cuba en las elecciones de 1958, debió asumir su cargo el 28 de enero de 1959, pero no sucedió por el derrocamiento del gobierno del presidente Fulgencio Batista, su padre, el 1 de enero de 1959. Fulgencio Rubén, hijo mayor de Batista, falleció en noviembre de 2007 (73 años) de linfoma y leucemia en Coral Gables, Florida, y su hermana Mirta Caridad falleció de 83 años en noviembre de 2010, en Miami.
Uno de sus nietos (hijo de Elisa Aleida Batista) es Raoul G. Cantero III, juez de la Corte Suprema de Florida de 2002 a 2008.

## Lectura adicional
- Argote-Freyre, Frank (2006). Fulgencio Batista: From Revolutionary to Strongman. Rutgers University Press. ISBN 978-0-8135-3702-3.

- Datos: Q4079393
- Multimedia: Elisa Godinez Gomez de Batista / Q4079393